# Centro de Fútbol de la FFM

El Centro de Fútbol de la Federación de Fútbol de Mongolia (en mongol: МХХ Хөлбөмбөгийн төв) es un estadio multiusos de Ulán Bator, la capital del país asiático de Mongolia. Actualmente se utiliza para partidos de fútbol y cuenta con una superficie de juego artificial. Ha servido recientemente como sede de los intentos de Mongolia para calificar para la Copa Desafío de la Confederación de Fútbol de Asia y la Copa Mundial de la FIFA de 2014.